# Daniella Monet

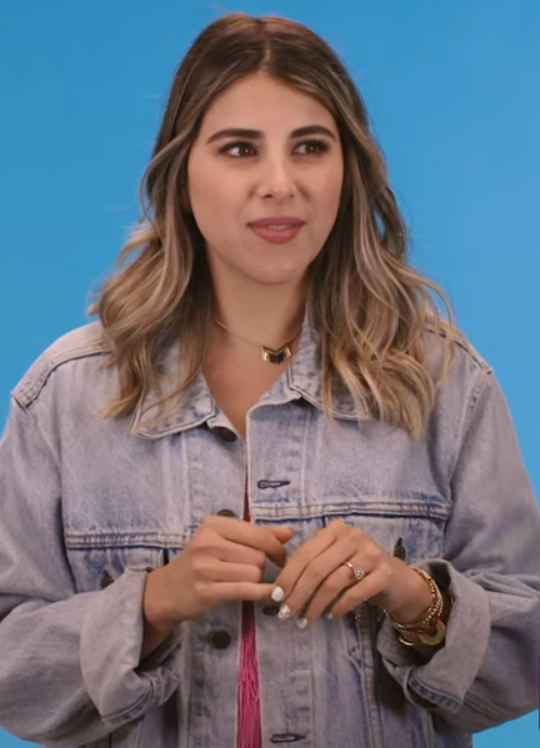
Daniella Monet (2019)

Daniella Monet Gardner, geb. Zuvic (* 1. März 1989 in Los Angeles) ist eine US-amerikanische Schauspielerin und Sängerin.

## Leben
Daniella Monet, die in West Hills (Los Angeles) geboren wurde, hat kroatische, französische, deutsche, salvadorianische und irische Wurzeln. Sie trat bereits ab ihrem siebten Lebensjahr in zahlreichen Werbespots auf.
1997 hatte Monet einen Gastauftritt in einer Episode der Fernsehserie Pacific Blue – Die Strandpolizei. 2003 übernahm sie wiederkehrende Serienrollen in der Fernsehserie American Dreams und der Sitcom Meine wilden Töchter. 2004/2005 spielte sie die Rolle der Megan Kleinman in der kurzlebigen CBS-Sitcom Listen Up!, wo sie an der Seite von Jason Alexander spielte. Einen weiteren Gastauftritt hatte sie 2006/2007 in der Fernsehserie Zoey 101 als Chases kurzzeitige Freundin Rebecca. 2007 spielte sie in dem Kriminalfilm Nancy Drew – Girl Detective und in der Familienkomödie Taking 5. 2008 spielte Monet die Rolle der Dana Wohl, der Anführerin der Cheerleader-Gruppe in der Sitcom Hotel Zack & Cody in der Episode Benchwarmers. Sie trat auch in Justin Biebers Musikvideo Eenie Meenie auf, als Mädchen im Swimmingpool. Von 2010 bis 2013 spielte sie die Rolle der Trina Vega in der Nickelodeon-Fernsehserie Victorious.
Am 29. Dezember 2022 heiratete Monet ihren Partner Andrew Gardner. Sie hat einen Sohn (* 2019) und eine Tochter (* 2021). Die Schauspielerin / Sängerin ernährt sich aus ethischen Gründen vegan und wirbt für diese Lebensweise zusammen mit der Jugendorganisation Peta2.

## Filmografie (Auswahl)

### Filme
- 1999: Follow Your Heart
- 2006: Evil Twins
- 2007: Taking 5
- 2007: Nancy Drew – Girl Detective (Nancy Drew)
- 2011: Here’s the Kicker
- 2011: iCarly: Party mit Victorious (iCarly: iParty with Victorious, Fernsehfilm)
- 2011: Ein Cosmo & Wanda Movie: Werd’ erwachsen Timmy Turner! (A Fairly Odd Movie: Grow Up, Timmy Turner!, Fernsehfilm)
- 2011: Fred 2: Night of the Living Fred (Fernsehfilm)
- 2012: Fred 3: Camp Fred (Fernsehfilm)
- 2013: Cosmo & Wanda – Ziemlich verrückte Weihnachten (A Fairly Odd Christmas, Fernsehfilm)
- 2014: Cosmo & Wanda – Auwei Hawaii (A Fairly Odd Summer, Fernsehfilm)
- 2015: When Duty Calls (Fernsehfilm)
- 2016: Beauty School (Fernsehfilm)
- 2020: Aloha Surf Hotel
- 2024: Sisterhood, Inc. (Fernsehfilm)

### Serien
- 1997: Pacific Blue – Die Strandpolizei (Pacific Blue, Fernsehserie, Episode 3x13)
- 2003: American Dreams (Fernsehserie, 3 Episoden)
- 2003: Still Standing (Fernsehserie, Episode 2x01)
- 2003–2004: Meine wilden Töchter (8 Simple Rules, Fernsehserie, 4 Episoden)
- 2004–2005: Listen Up! (Fernsehserie, 22 Episoden)
- 2006–2007: Zoey 101 (Fernsehserie, 3 Episoden)
- 2008: Hotel Zack & Cody (The Suite Life of Zack & Cody, Fernsehserie, Episode 3x19)
- 2010: iCarly (Fernsehserie, Episode 3x17)
- 2010–2013: Victorious (Fernsehserie, 56 Episoden)
- 2011: Supah Ninjas (Fernsehserie, Episode 1x13)
- 2012: Fred: The Show (Fernsehserie, 6 Episoden)
- 2013: Melissa & Joey (Fernsehserie, Episode 3x10)
- 2014: See Dad Run (Fernsehserie, 2 Episoden)
- 2016–2017: Baby Daddy (Fernsehserie, 10 Episoden)
- 2019: Cousins for Life (Fernsehserie, 2 Episoden)

### Synchronrollen
- 2012: Winx Club … als Mitzi (Fernsehserie, 6 Episoden)
- 2014: Turbo FAST … als Princess (Fernsehserie, Episode 1x23)

## Diskografie

### Singles
| Titel                                                                | Interpret | Album                                                                           | Veröffentlichung  | Ref.        |
| -------------------------------------------------------------------- | --- | ------------------------------------------------------------------------------- | ----------------- | ----------- |
| Chicago!                                                             | Daniella Monet | –                                                                               | 2. Mai 2010       | [ 2 ]       |
| Leave it All to Shine                                                | Victoria Justice und Miranda Cosgrove mit den Backgroundsängern Noah Munck, Jerry Trainor, Nathan Kress, Jennette McCurdy, Leon Thomas III, Daniella Monet, Matt Bennett, Avan Jogia, Ariana Grande und Elizabeth Gillies                                                                                           | Single, später auch als Titel im Album „Victorious: Music From The Hit TV Show“ | 10. Juni 2011     | [ 3 ] [ 4 ] |
| Lookin’ Like Magic (From A Fairly Odd Movie: Grow Up, Timmy Turner!) | Daniella Monet und Drake Bell | –                                                                               | 13. Juli 2011     | [ 5 ]       |
| I Want You Back                                                      | Victoria Justice, Leon Thomas III, Matt Bennett, Elizabeth Gillies, Ariana Grande, Avan Jogia und Daniella Monet | Victorious: Music From The Hit TV Show                                          | 2. August 2011    | [ 6 ]       |
| 5 Fingaz to the Face                                                 | Victoria Justice, Leon Thomas III, Matt Bennett, Elizabeth Gillies, Ariana Grande, Avan Jogia und Daniella Monet | Victorious 2.0: More Music From The Hit TV Show                                 | 5. Juni 2012      | [ 7 ]       |
| Sleigh Ride                                                          | Ariana Grande, Avan Jogia, Carlos Knight, Carlos Pena, Cymphonique Miller, Daniella Monet, Dillon Lane, Elizabeth Gillies, Gracie Dzienny, James Maslow, Jennette McCurdy, Jerry Trainor, Kendall Schmidt, Leon Thomas III, Logan Henderson, Matt Bennett, Max Schneider, Noah Munck, Taylor Gray, Victoria Justice | Merry Nickmas                                                                   | 19. November 2012 | [ 8 ] [ 9 ] |
| Wishful Thinking (From A Fairly Odd Christmas)                       | Daniella Monet und Drake Bell | –                                                                               | 5. Dezember 2012  | [ 10 ]      |